# 小行星1148
小行星1148（1148 Rarahu）是一颗围绕太阳公转的小行星。1929年7月5日，亞歷山大·多伊奇在克里米亚发现了此天体。
該小行星以法國小說家皮埃爾·洛蒂的小說《Rarahu》命名。
这颗小行星的绝对星等为174.2525999408017等。